# 蒙塔讷河畔维特拉克
蒙塔讷河畔维特拉克（法語：Vitrac-sur-Montane，法語發音：[vitʁak syʁ mɔ̃tan]）是法国科雷兹省的一个市镇，属于蒂勒区。

## 地理
蒙塔讷河畔维特拉克（45°22'36"N, 1°56'10"E）面积27.24 平方千米，位于法国新阿基坦大区科雷兹省，该省份为法国中南部省份，北起上维埃纳省和克勒兹省，西接多爾多涅省，南至洛特省，东临多姆山省和康塔爾省。
与蒙塔讷河畔维特拉克接壤的市镇（或旧市镇、城区）包括：科雷兹、埃兰、罗西耶代格勒通、萨朗。

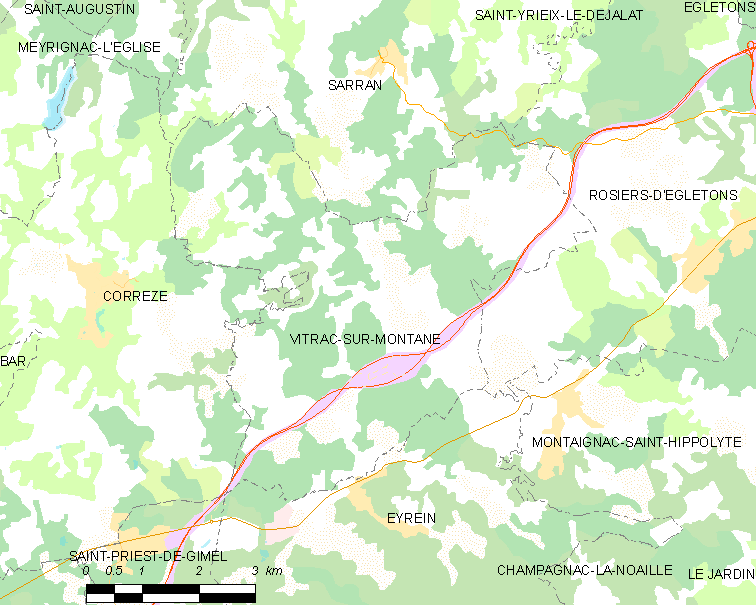
蒙塔讷河畔维特拉克的OSM定位图

蒙塔讷河畔维特拉克的时区为UTC+01:00、UTC+02:00（夏令时）。

## 行政
蒙塔讷河畔维特拉克的邮政编码为19800，INSEE市镇编码为19287。

## 政治
蒙塔讷河畔维特拉克所属的省级选区为埃格勒通县。

## 人口

1962-2008年间蒙塔讷河畔维特拉克人口变化图示

蒙塔讷河畔维特拉克于2022年1月1日时的人口数量为239人。